# Чернівецький міський магістрат

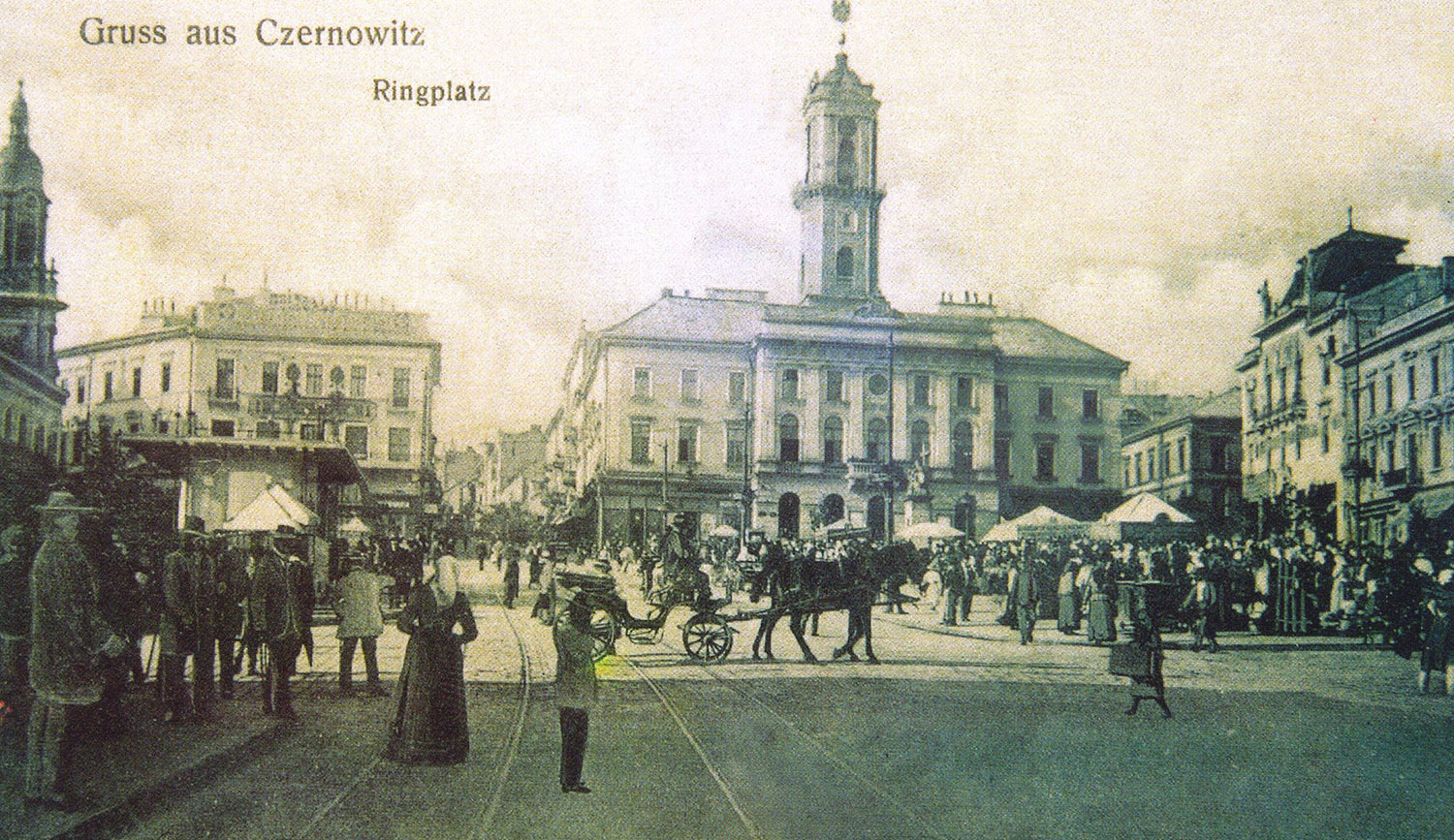
Чернівецька ратуша

Чернівецький міський магістрат (нім. Magistrat der k. k. Hauptstadt Czernowitz) — орган місцевої влади в місті Чернівці часів Габсбурзької монархії.

## Передумови
В 1774 році Австрія анексувала у Османської імперії частину Буковини. Центр Чернівецького повіту Молдовської провінції стає центром адміністративної одиниці Австрії (Чернівецький генералат, Дистрикт Буковина, Буковинський округ). В 1775 році Військовою адміністрацією Буковини створюється Чернівецька міська управа. На початку 1786 р. відповідно до інструкції Надвірної ради від 25 серпня 1785 р. було проведено (під наглядом Військової Адміністрації Буковини) перші вибори до Чернівецької міської управи. На них були обрані міський управитель та 4 радники. Управа була безпосередньо підпорядкована військовій адміністрації, пізніше Буковинській окружній управі.
На підставі декрету Надвірної канцелярії від 29 жовтня 1829 р., 2 вересня 1832 р. Чернівецьку міську управу реорганізували в Чернівецький міський магістрат.

## Організація магістрату
До Магістрату входили:
— бургомістр;
— віце-бургомістр;
— міських радники.

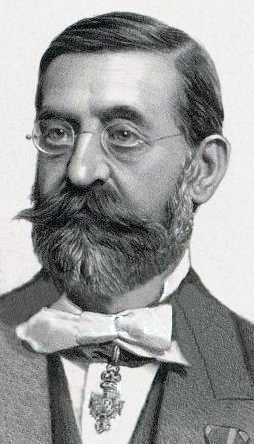
Антон Кохановський фон Ставчан (Бургомістр Чернівців 1866—1874; 1887—1905)

У магістраті були створені департаменти та відділи:

• економічний департамент, якому були підпорядковані податково-екзекуційний, розрахунковий, шкільний та будівельний відділи;

• департамент торгівлі та промисловості;

• департамент поліції, якому були підпорядковані санітарний, ярмарковий, ветеринарний, пожежний відділи.
При магістраті були комісії: запису актів громадського стану, арбітражна, визнання прав громадянства, дрібного судочинства, із нерухомості.

До основних функцій магістрату входило управління міським майном, будівництво споруд, благоустрій міста, забезпечення громадського порядку, видача дозволу на заняття торгівлею та ремеслом, нагляд за санітарним станом міста, охороною здоров'я, благодійними установами, школами, які були на його бюджеті, контроль за діяльністю общинних кас, проведення заходів із пожежної охорони, керівництво місцевою поліцією.

## Діяльність Чернівецького магістрату
Протягом 1843-1847 років для потреб Чернівецького міського магістрату було збудовано міську ратушу у стилі класицизму.